# Lexus RC
Lexus RC — компактное купе, выпускаемое с середины 2014 года японским автопроизводителем Lexus. RC является купе-версией 3 поколения Lexus IS (XE30) и заменил в своём сегменте купе Lexus IS второго поколения (XE20). Помимо обычного купе, выпускается также спортивная версия RC F.

## Появление

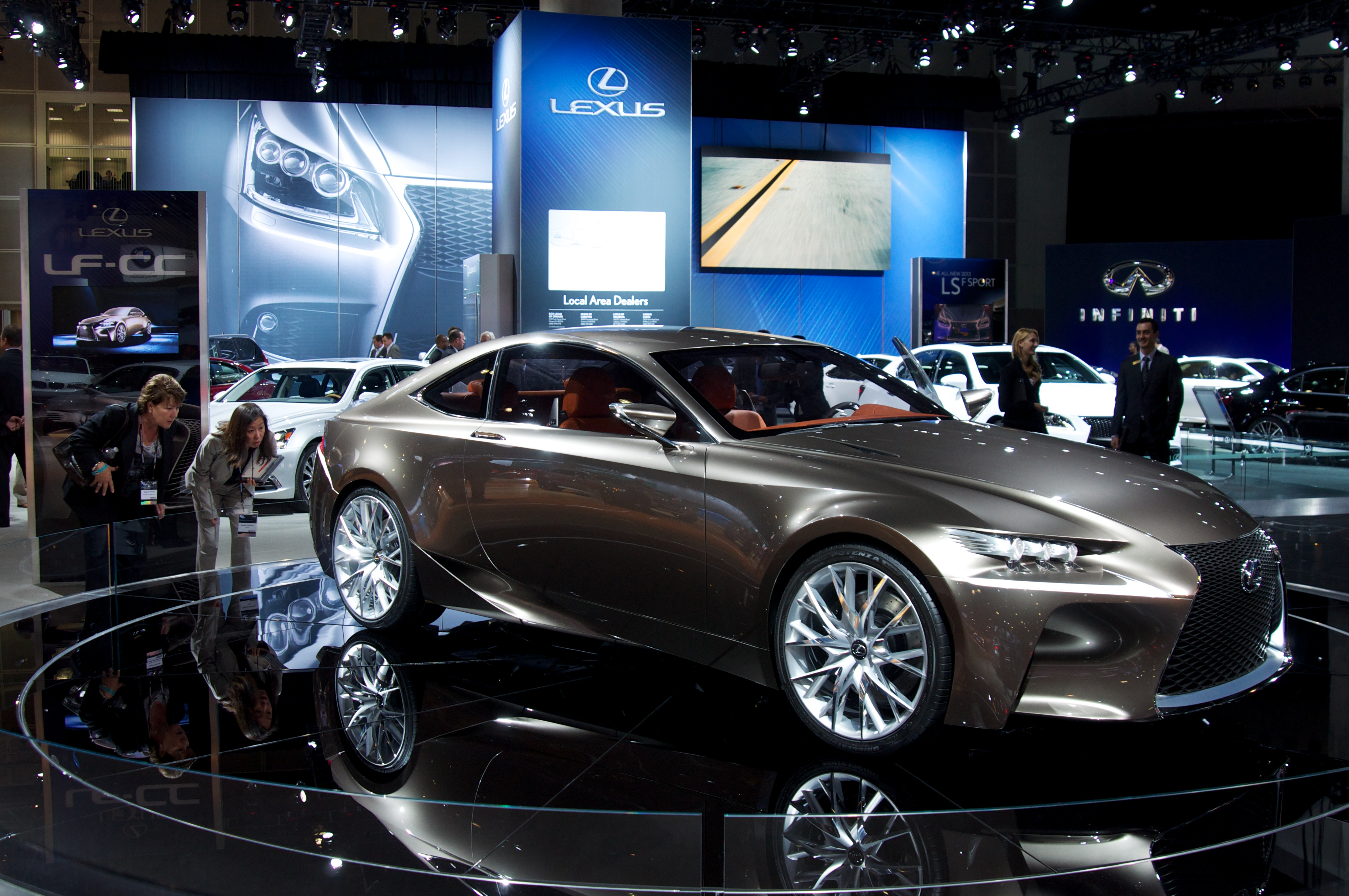
LF-CC

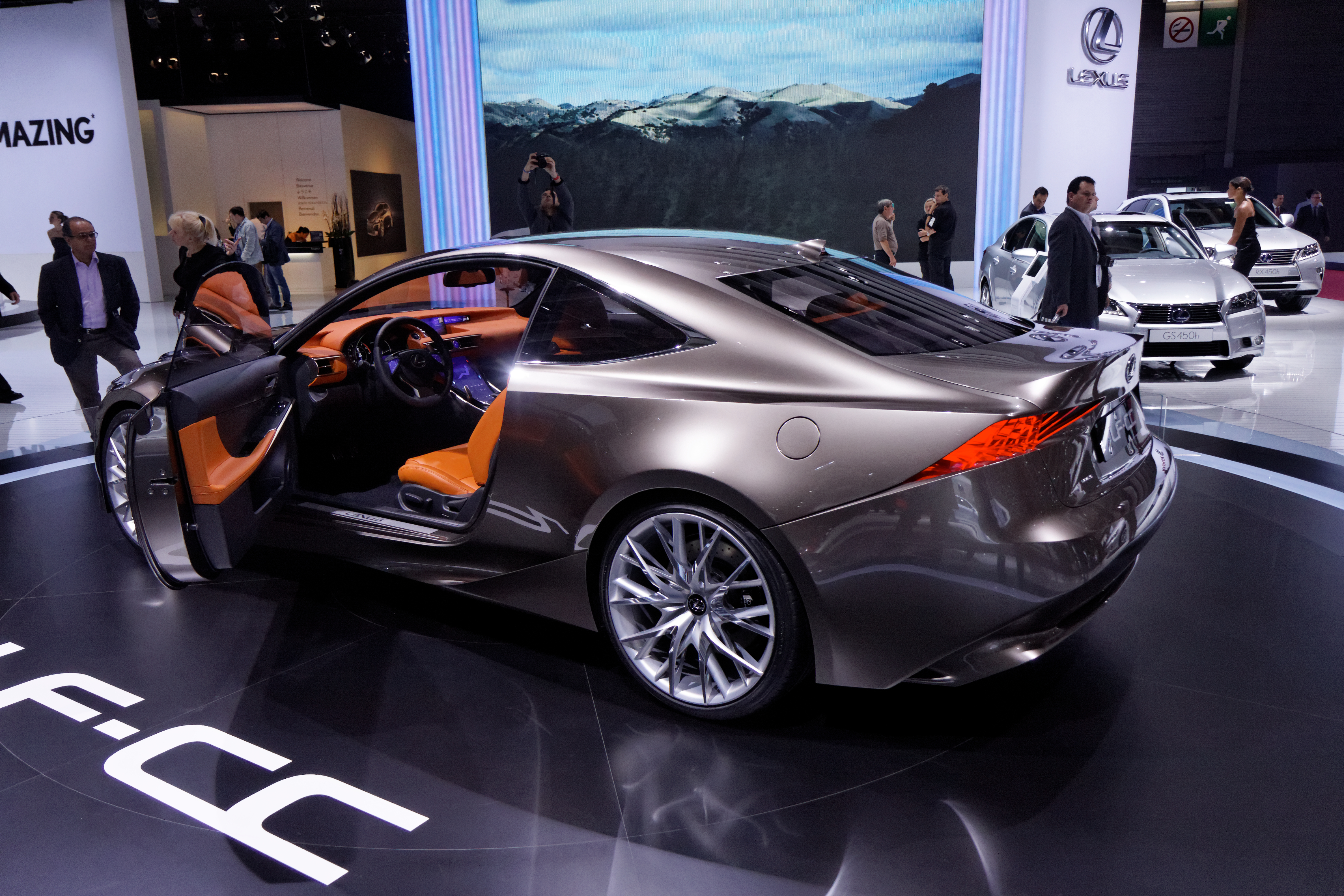
LF-CC вид сзади

Анонс концепт-кара Lexus LF-CC — версии купе нового поколения Lexus IS — произошёл в середине сентября 2012 года. Через несколько дней купе было показано на Парижском автосалоне, также было объявлено, что автомобиль будет гибридными будет иметь бесступенчатую трансмиссию. В декабре того-же года началось тестирование Lexus IS, на базе которого также проектировалось купе. В январе седан был показан на Североамериканском автосалоне, через несколько дней компания объявила, что планирует выпустить купе на базе концепта LF-CC. В конце января Lexus подали заявку на патентование модели RC F. В мае компания подтвердила, что концепт LF-CC будет реализован в новом купе на базе Lexus IS. В середине ноября 2013 года купе было показано на Токийском автосалоне. В России автомобиль был показан в конце августа 2014 года на Московском автосалоне, тогда же начались заказы на автомобиль.

## Технические характеристики

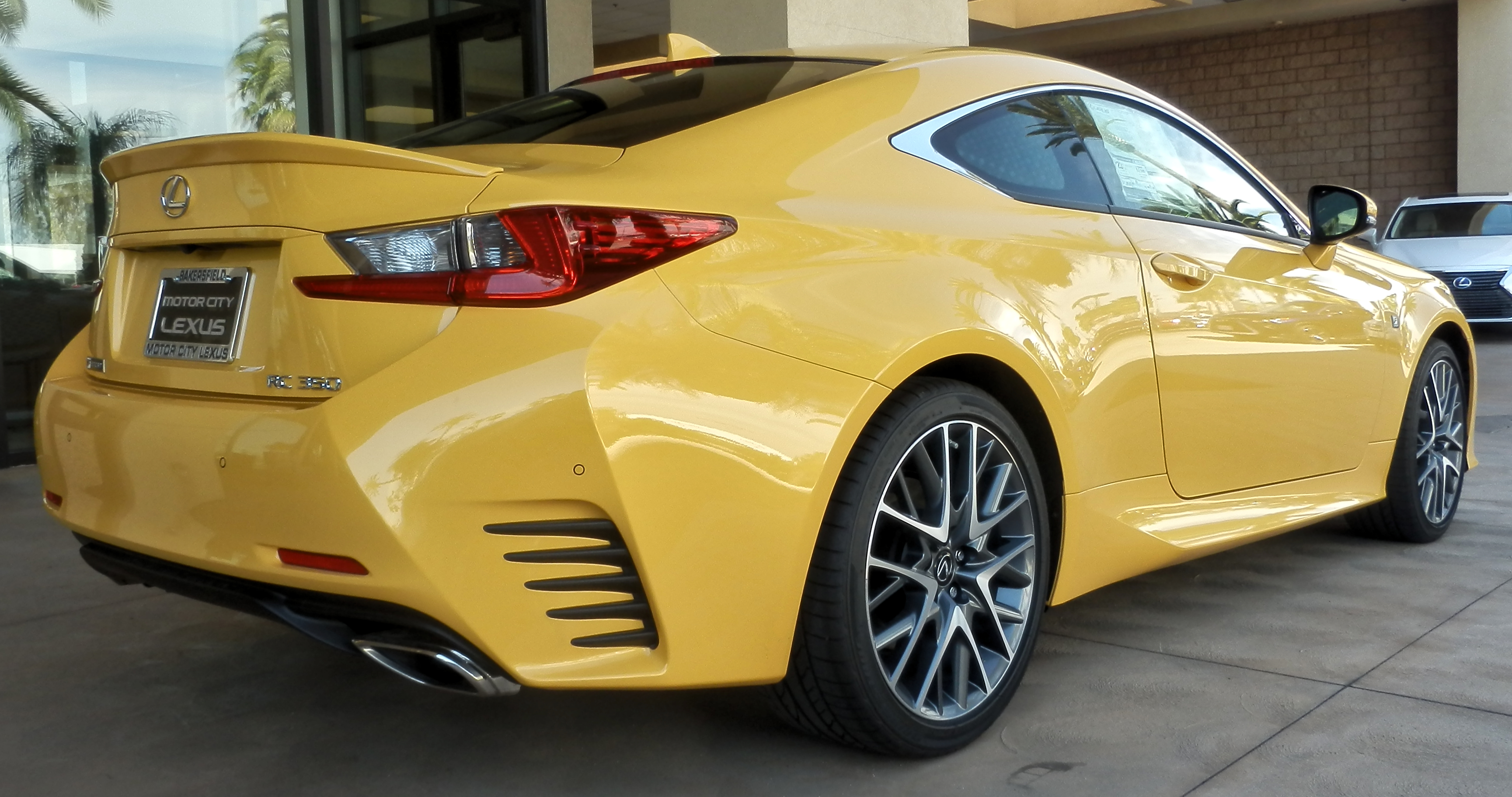
Вид сзади

Несмотря на кажущуюся общность седана IS и купе RC, последнее построено на базе седана лишь частично, так как были использованы также части базы предыдущего поколения IS и седана GS. Кроме того, кузов RC оказался длиннее, шире и ниже кузова седана.
RC может оснащаться одним из двух атмосферных бензиновых двигателей: 2,5-литровым рядным четырёхцилиндровым (гибридная версия) или 3,5-литровым V6. Для гибридной версии предлагается бесступенчатая трансмиссия, для обычной — 8-ступенчатый автомат. 
RC имеет единственную комплектацию для гибридной версии и 3 — для обычной: Luxury 1, Luxury 2 и F Sport. Последняя имеет множество отличий: 19-дюймовые колёса, детали салона и кузова, особую спортивную подвеску, полноуправляемое шасси задних колёс, которые могут поворачиваться во время манёвров для большей эффективности, а также переменное передаточное отношение руля.
- Шины — 225/45 R17 Bridgestone RE 050A (RC F — Michelin Pilot Sport R19 размерности 255/35 спереди и 275/35 сзади)
- Передняя подвеска — независимая, на двойных поперечных рычагах
- Задняя подвеска — независимая, многорычажная
- Рулевое управление — электроусилитель руля
- Тормоза — дисковые, вентилируемые (RC F — 6-и поршневые суппорта и  380 мм тормозные диски спереди и 4 поршни 345 мм диски сзади)

## RC F

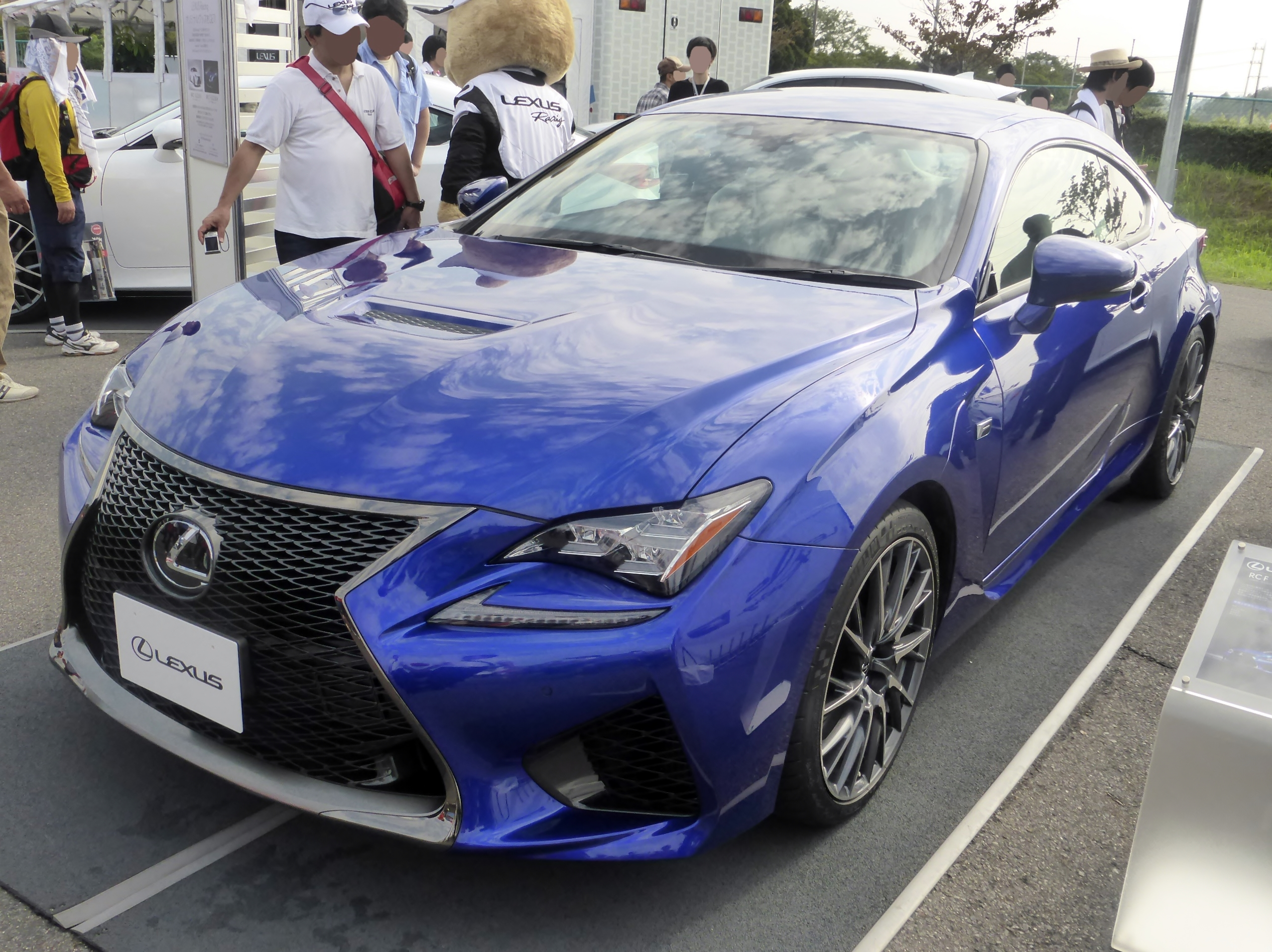
RC F

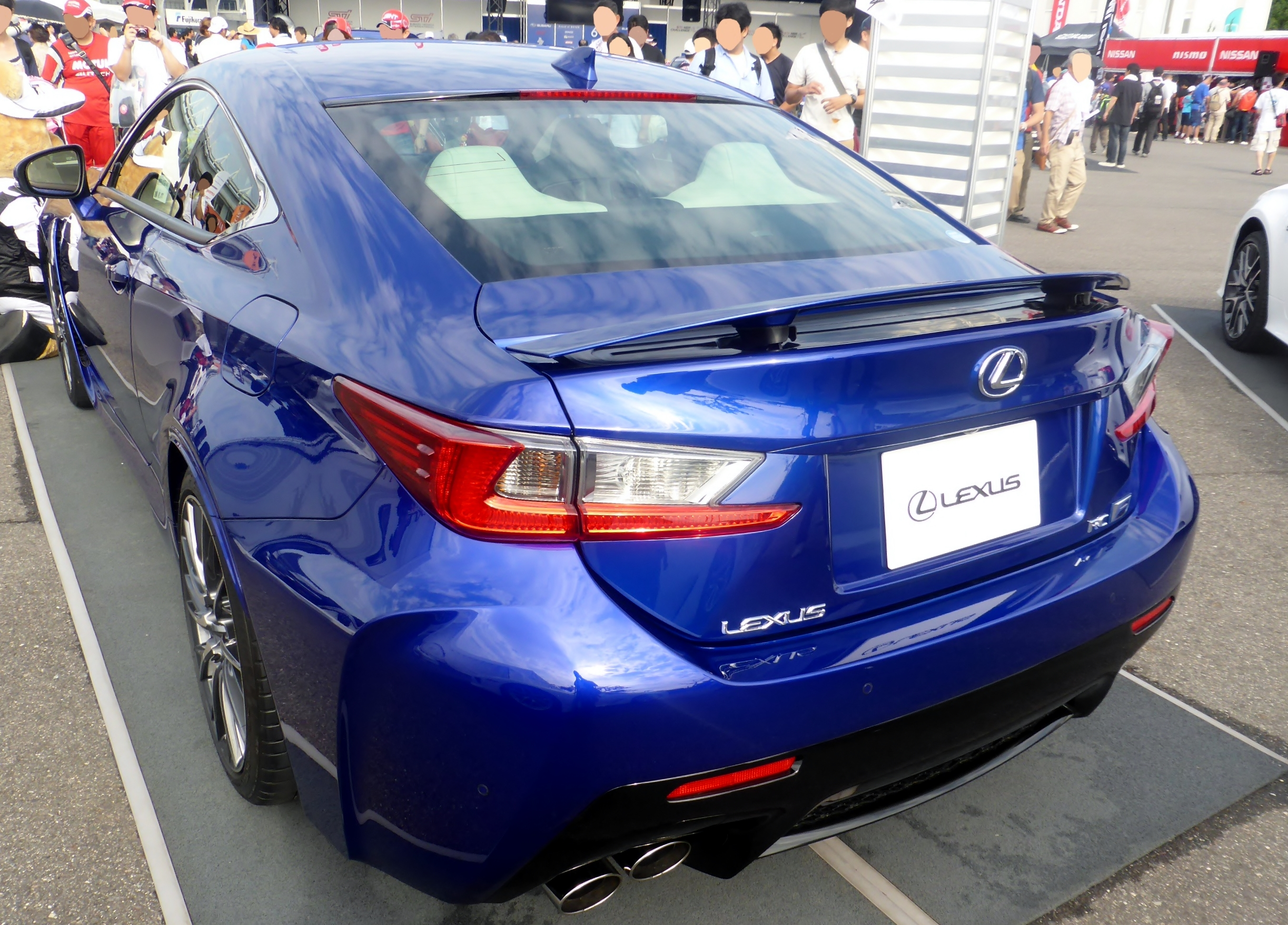
RC F вид сзади

Намерения выпустить конкурента BMW M4, Audi RS5 и Mercedes-Benz C63 AMG компания высказала в январе 2013 года. В июле стали известны некоторые подробности спортивного автомобиля, такие как название и двигатель. В сентябре были показаны официальные изображения спортивной версии RC. Наконец, показан RC F был на Североамериканском автосалоне в Детройте.
RC F оснащён 5-литровым бензиновым V8 и 8-ступенчатой автоматической трансмиссией. 70% деталей шасси автомобиля отличается от обычной версии, также RC F имеет иные части интерьера и экстерьера. Четверть мили автомобиль проходит за 12,5 секунд.

## Галерея

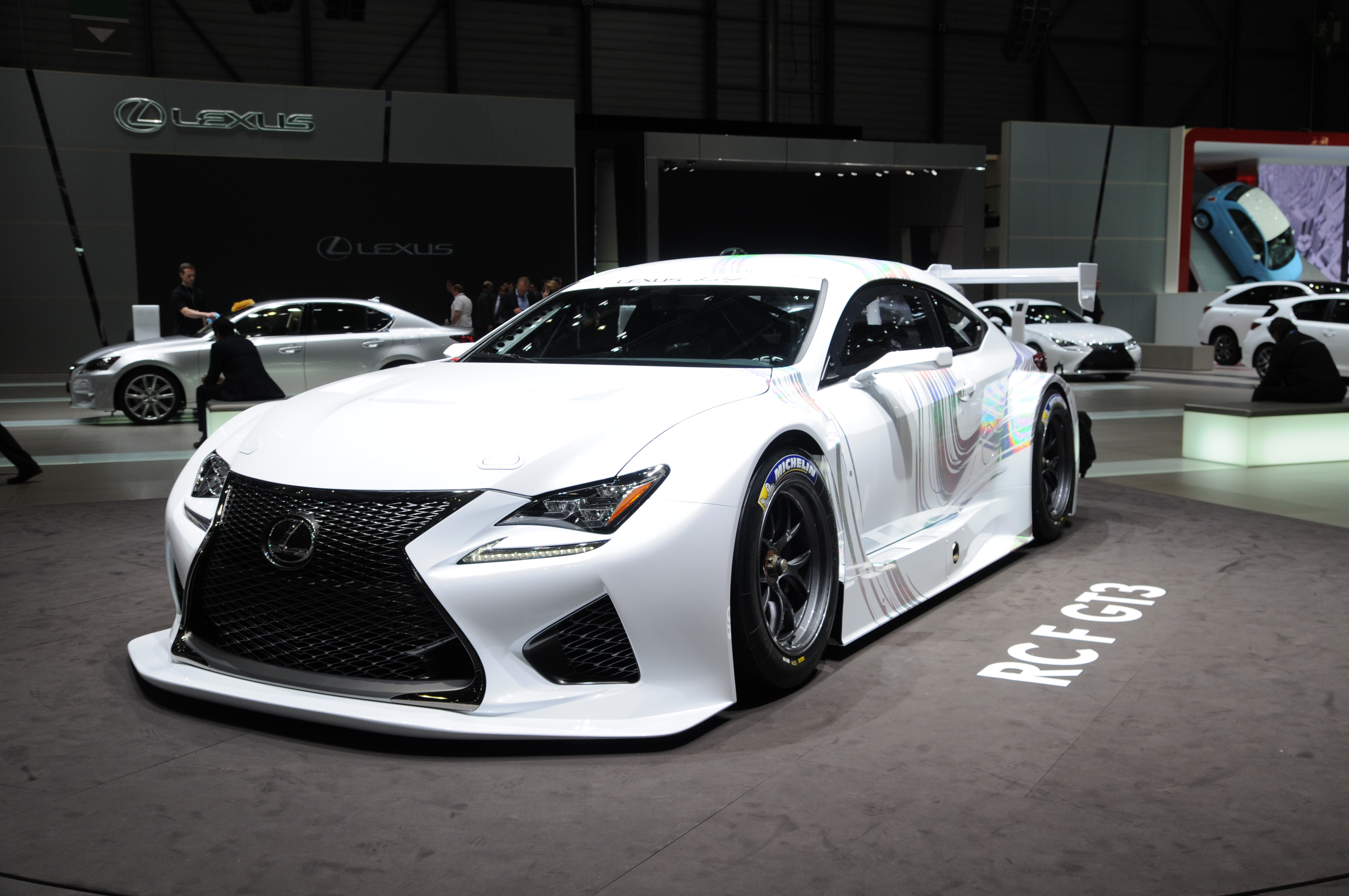
RC F GT3
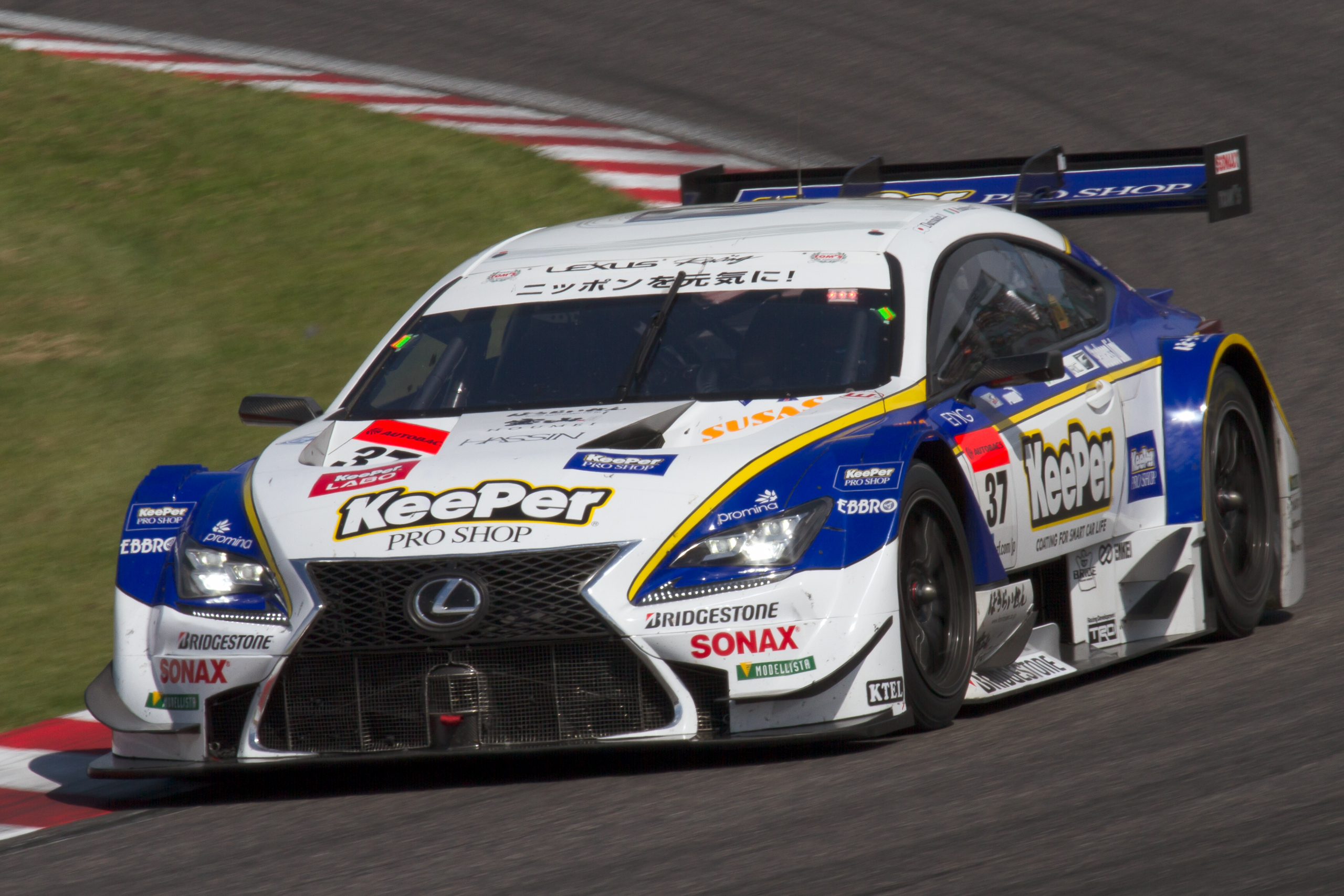
Lexus RC F GT500